# Puente de Rouelle
El puente de Rouelle  (del francés: Pont Rouelle) es un puente parisino sobre el río sena que une el XV Distrito con el XVI Distrito. Tiene un uso exclusivamente ferroviario, siendo utilizado por la línea C de la red de cercanías suburbanos de la ciudad.

## Historia
Fue construido para la Exposición Universal de 1900 para facilitar la llegada de visitantes desde la Estación de los Inválidos hasta el Campo de Marte. 
El 1 de junio de 1924, la competencia del metro obligó a limitar su uso al transporte de mercancías, dada la escasa rentabilidad del transporte de viajeros. En 1936, se dejó de explotar comercialmente la línea, quedando el puente sin tráfico alguno. Esta situación se mantuvo hasta 1983, momento en el cual se decidió recuperar su uso para los trenes de cercanías. Dos años después, y tras una intensa rehabilitación, el puente volvió a entrar en funcionamiento.

## Descripción
El puente une las dos orillas del río apoyándose en la pequeña Île aux Cygnes. Para ello usa dos estructuras totalmente diferentes. La parte que sortea el tramo más ancho del río muestra un puente metálico, en arco, sin apoyo en el agua y con un tablero suspendido. La parte que sortea el tramo más estrecho del río muestra también una estructura metálica formada por tres tableros, pero esta vez apoyada en el río sobre dos pilas de piedra. En total el puente alcanza los 173 metros de longitud.